# Diadelia laeviceps
Diadelia laeviceps är en skalbaggsart som beskrevs av Stefan von Breuning 1942. Diadelia laeviceps ingår i släktet Diadelia och familjen långhorningar.
Artens utbredningsområde är Liberia. Inga underarter finns listade i Catalogue of Life.